# Olympische Winterspiele 2014/Skilanglauf – 4 × 5 km (Frauen)
Die 4 × 5-km-Skilanglaufstaffel der Frauen bei den Olympischen Winterspielen 2014 fand am 15. Februar 2014 im Laura Biathlon- und Skilanglaufzentrum statt. Olympiasieger wurde die schwedische Staffel mit Ida Ingemarsdotter, Emma Wikén, Anna Haag und Charlotte Kalla. Die Silbermedaille ging an die Staffel aus Finnland, Bronze an Deutschland. Die Staffeln von Italien und Russland wurden aufgrund Doping der Athletinnen Marina Piller, Julija Iwanowa und Julija Tschekaljowa nachträglich disqualifiziert.

## Daten
- Datum: 15. Februar 2014, 14:00 Uhr
- Streckenlänge: 2 × 2,817 km
- Höhenunterschied: 32 m
- Maximalanstieg: 32 m
- Totalanstieg: 2 × 176 m
- 14 Staffeln am Start, alle in der Wertung

## Ergebnisse
| Platz | Land/Sportlerinnen                                                                   | Zeit                                                        |
| ----- | ------------------------------------------------------------------------------------ | ----------------------------------------------------------- |
| 001   | Schweden Ida Ingemarsdotter Emma Wikén Anna Haag Charlotte Kalla                     | 53:02,7 min 14:09,8 min 14:02,3 min 12:40,2 min 12:10,4 min |
| 002   | Finnland Anne Kyllönen Aino-Kaisa Saarinen Kerttu Niskanen Krista Lähteenmäki        | 53:03,2 min 14:21,2 min 13:51,3 min 12:14,1 min 12:36,6 min |
| 003   | Deutschland Nicole Fessel Stefanie Böhler Claudia Nystad Denise Herrmann             | 53:03,6 min 14:13,4 min 13:59,9 min 12:19,1 min 12:31,2 min |
| 004   | Frankreich Aurore Jéan Célia Aymonier Anouk Faivre-Picon Coraline Thomas Hugue       | 53:47,7 min 14:12,1 min 14:13,8 min 12:34,5 min 12:47,3 min |
| 005   | Norwegen Heidi Weng Therese Johaug Astrid Uhrenholdt Jacobsen Marit Bjørgen          | 53:56,3 min 14:12,0 min 14:13,5 min 12:34,5 min 12:56,3 min |
| 006   | Polen Kornelia Kubińska Justyna Kowalczyk Sylwia Jaśkowiec Paulina Maciuszek         | 54:38,9 min 14:37,4 min 13:47,7 min 12:34,2 min 13:39,6 min |
| 007   | Vereinigte Staaten Kikkan Randall Sadie Bjornsen Elizabeth Stephen Jessie Diggins    | 55:33,4 min 14:45,2 min 14:31,8 min 12:44,2 min 13:32,2 min |
| 008   | Tschechien Eva Vrabcová-Nývltová Karolína Grohová Petra Nováková Klára Moravcová     | 56:29,8 min 14:06,1 min 15:25,3 min 13:06,4 min 13:52,0 min |
| 009   | Slowenien Alenka Čebašek Katja Višnar Barbara Jezeršek Vesna Fabjan                  | 56:37,0 min 14:18,2 min 15:39,1 min 12:56,1 min 13:43,6 min |
| 010   | Ukraine Tetjana Antypenko Walentyna Schewtschenko Maryna Anzybor Kateryna Hryhorenko | 56:56,1 min 15:10,6 min 14:55,4 min 13:01,7 min 13:48,4 min |
| 011   | Österreich Kateřina Smutná Nathalie Schwarz Teresa Stadlober Veronika Mayerhofer     | 57:04,7 min 14:20,3 min 15:36,8 min 13:08,7 min 13:58,9 min |
| 012   | Kanada Perianne Jones Daria Gaiazova Emily Nishikawa Brittany Webster                | 59:13,6 min 15:50,9 min 15:09,5 min 13:27,3 min 14:45,9 min |
| DSQ   | Russland Julija Iwanowa Olga Kusjukowa Natalja Schukowa Julija Tschekaljowa          | 54:06,3 min 14:05,5 min 14:37,2 min 12:34,9 min 12:48,7 min |
| DSQ   | Italien Virginia De Martin Topranin Elisa Brocard Marina Piller Ilaria Debertolis    | 55:19,9 min 14:26,9 min 14:49,4 min 12:42,9 min 13:20,7 min |